# Proaccelerin
Proaccelerin (auch Proakzelerin oder Faktor V) ist ein an der Blutgerinnung beteiligtes Protein. Im Gegensatz zu den anderen Gerinnungsfaktoren hat es keine enzymatische Funktion, sondern dient nur als Kofaktor. Das Protein hat eine Molekülmasse von 251.671 Dalton (Da) und gehört zur Gruppe der α-Globuline. Seine Plasmakonzentration beträgt ca. 10 mg/l, die Synthese findet wahrscheinlich in der Leber statt.

## Genetik
Das Gen für Proaccelerin liegt auf dem ersten Chromosom (1q23).

## Physiologie
Proaccelerin zirkuliert im Plasma und hat eine Halbwertszeit von etwa 12 Stunden. Es wird von Thrombin aktiviert, in dem es in zwei Ketten, eine „schwere“ (Molekülmasse 110 kDa) und eine „leichte“ (Molekülmasse 73 kDa), gespalten wird, die nicht kovalent durch Calcium aneinander gebunden sind.
Die aktivierte Form des Proaccelerin, auch Accelerin oder Faktor Va (früher Faktor VI) genannt, ist ein Kofaktor des Stuart-Prower-Faktors (Faktor X), der Prothrombin (Faktor II) in Thrombin umwandelt.
Faktor Va wird durch das aktivierte Protein C durch Proteolyse abgebaut und damit wirkungslos gemacht. Dies ist einer der wichtigsten natürlichen Hemmungsmechanismen der Blutgerinnung.
Die Funktion von Proaccelerin bzw. seine Aktivierung zum Faktor Va zeigt das Ablaufschema „Die Gerinnungskaskade“, dort abgekürzt als „V“.

## Erkrankungen
Es gibt verschiedene Erbkrankheiten, die auf einer Fehlfunktion des Proaccelerin beruhen. Ein Proaccelerinmangel verursacht eine seltene milde Verlaufsform der Hämophilie, die sogenannte Parahämophilie oder Owren-Syndrom. Diese tritt mit einer Inzidenz von 1:1.000.000 auf und wird autosomal rezessiv vererbt.
Andere Mutationen des Proaccelerins verursachen venöse Thrombosen. Sie sind die häufigste Ursache von vererbter Thrombophilie (verstärkter Blutgerinnselbildung). Bei der häufigsten, der Faktor-V-Leiden-Mutation, ist an Position 506 die Aminosäure Arginin durch Glutamin ersetzt (R506Q). Alle prothrombotischen Proaccelerin-Mutationen (Faktor-V-Leiden-Mutation, Faktor-V-Cambridge-Mutation, Faktor-V-Hong Kong-Mutation) verursachen eine Resistenz des Accelerins gegen Spaltung durch das aktivierte Protein C (sog. APC-Resistenz). Deshalb bleibt es aktiv und erhöht die Bildung von Thromben.

## Forschungsgeschichte
Proaccelerin wurde 1947 von Paul Owren (1905–1990) entdeckt. Die komplette Aminosäurensequenz wurde 1987 durch Jenny et al. veröffentlicht.